# Juan Reyes
Juan Reyes Bautista (nascido em 16 de maio de 1944) é um ex-ciclista olímpico cubano. Representou sua nação em dois eventos nos Jogos Olímpicos de Verão de 1968.